# Toyota HiMedic
Toyota HiMedic (яп. トヨタ・ハイメディック, Toyota Haimedikku) — автомобиль скорой помощи на базе Toyota Hiace, выпускаемый с 1992 года.

## Первое поколение
Первое поколение автомобилей Toyota HiMedic выпускалось с мая 1992 по октябрь 2007 года. Поставки автомобилей начались в июне 1992 года. Первый HiMedic был сертифицирован Агентством по борьбе с пожарами и стихийными бедствиями как «машина скорой помощи высокого стандарта». В мае 1997 года начался выпуск модификации XH10. В феврале 1998 года был выпущен 1000-й HiMedic. В ноябре 2004 года был выпущен 3000-й HiMedic, а в октябре 2007 года — 4000-й.

### Галерея

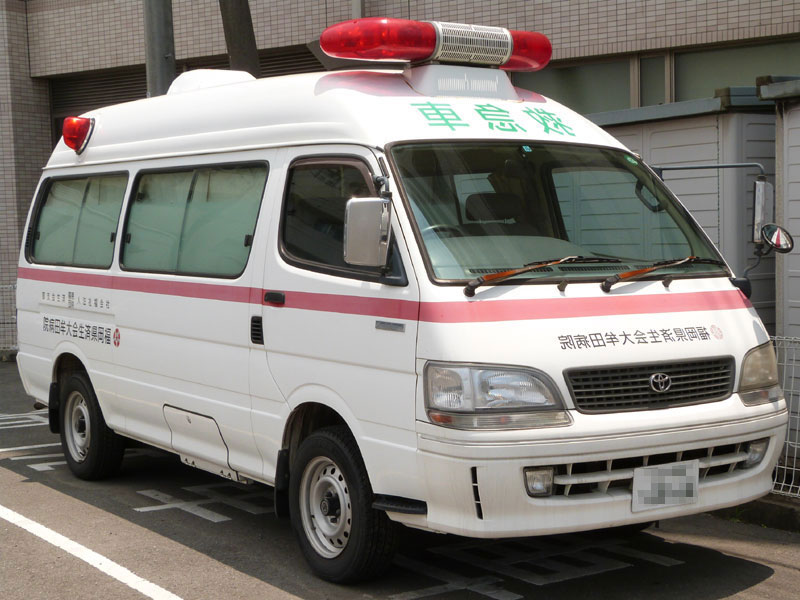
Toyota HiMedic (H100)
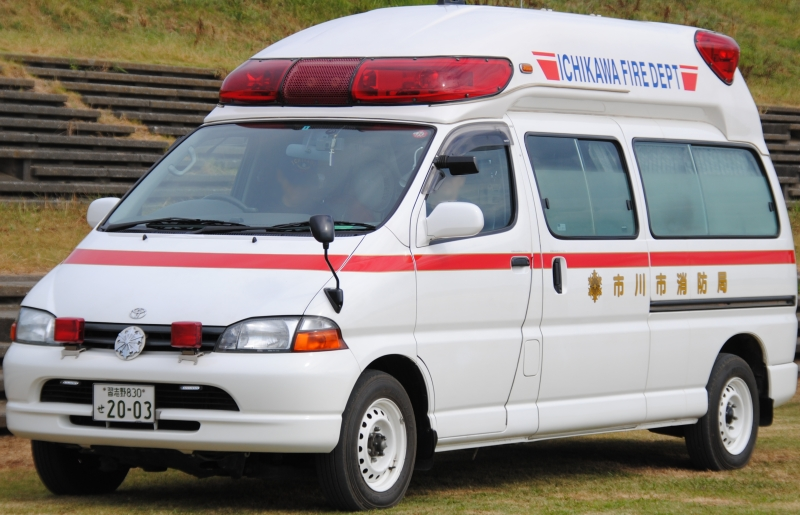
Toyota HiMedic (XH10)
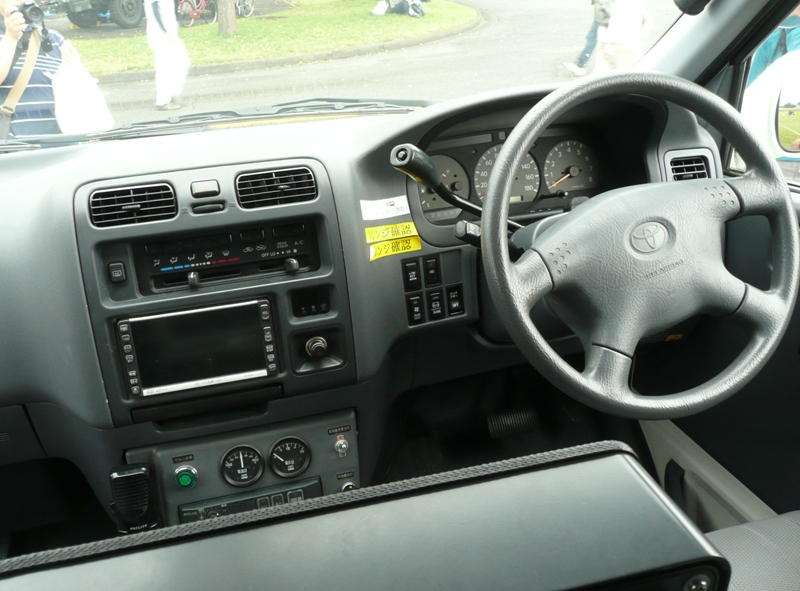
Интерьер
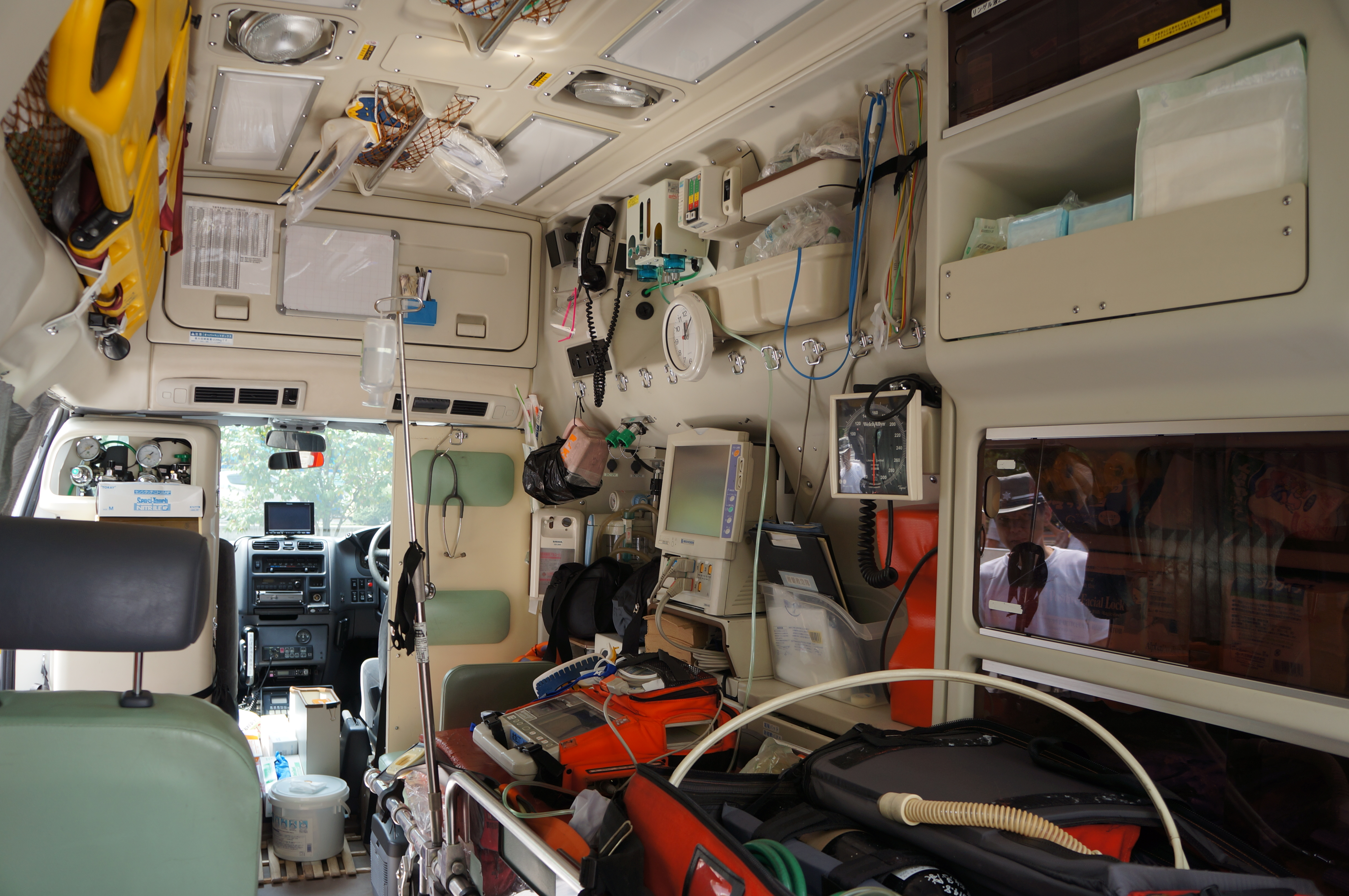
Салон автомобиля
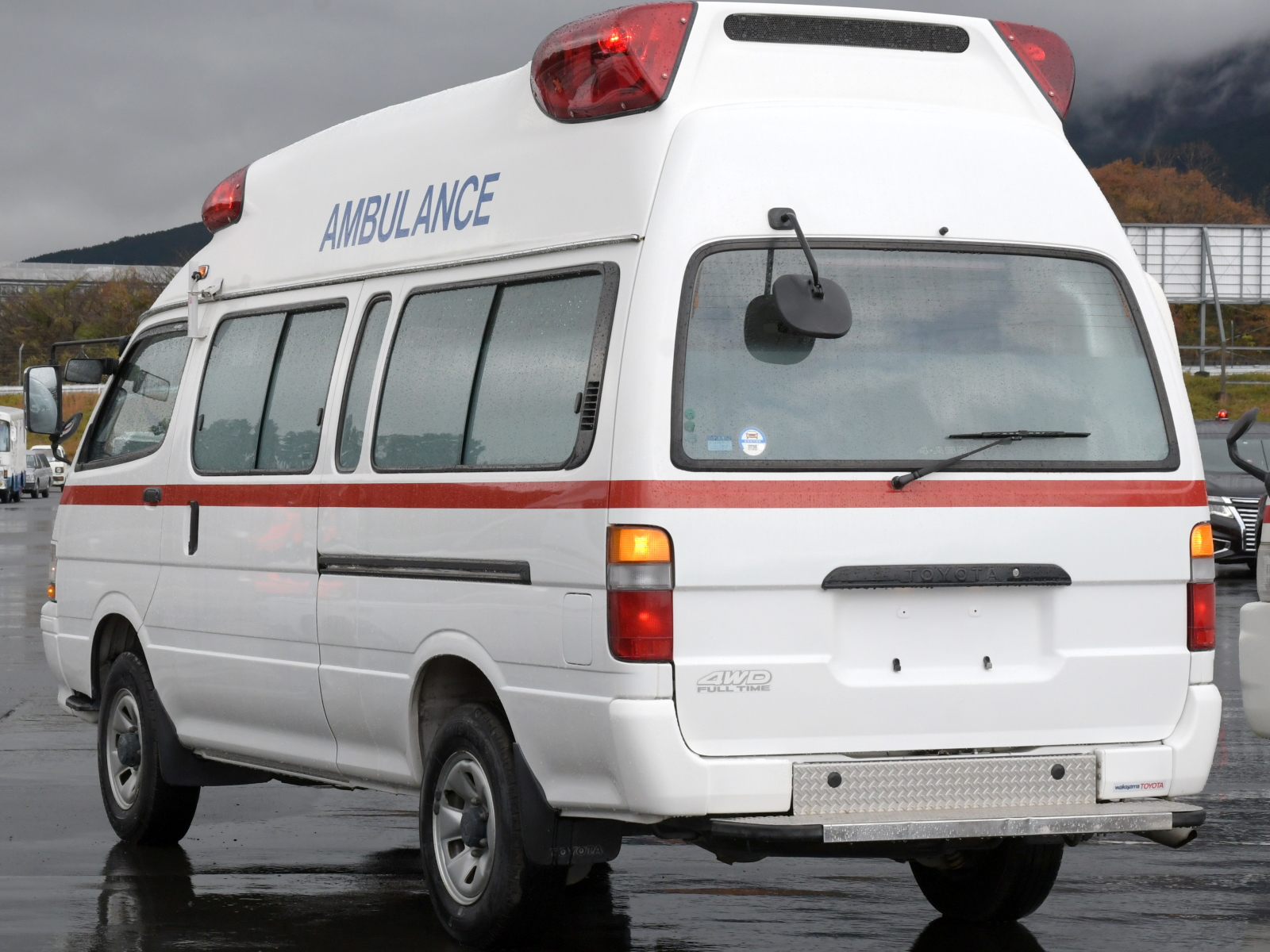
Вид сзади (H100)
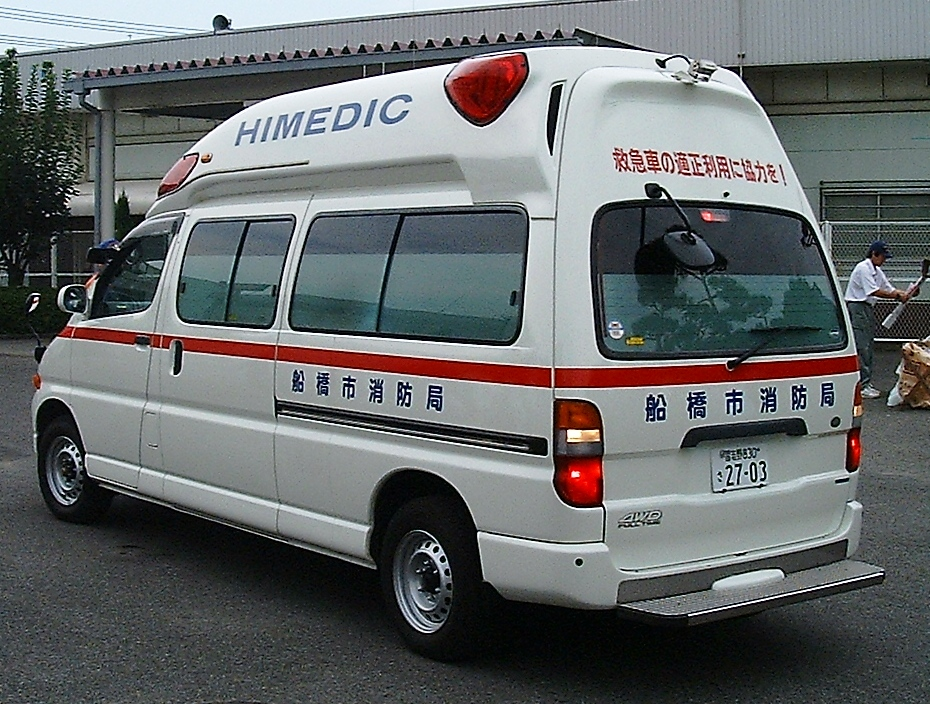
Вид сзади (XH10)

## Второе поколение
Второе поколение автомобилей Toyota HiMedic выпускается с 27 апреля 2006 года. Автомобили получили сертификат от Министерства земли, инфраструктуры, транспорта и туризма Японии.

### Галерея

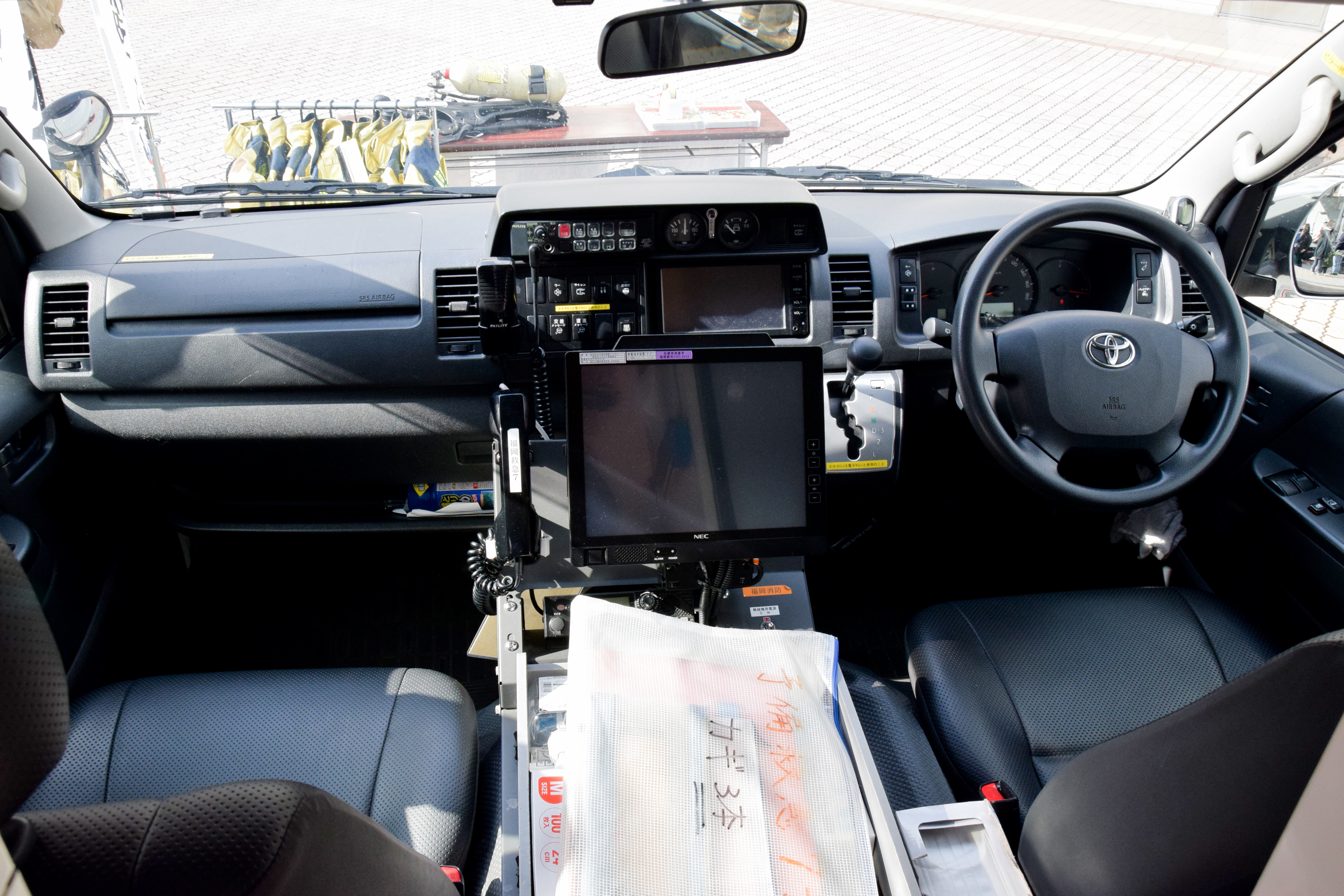
Интерьер
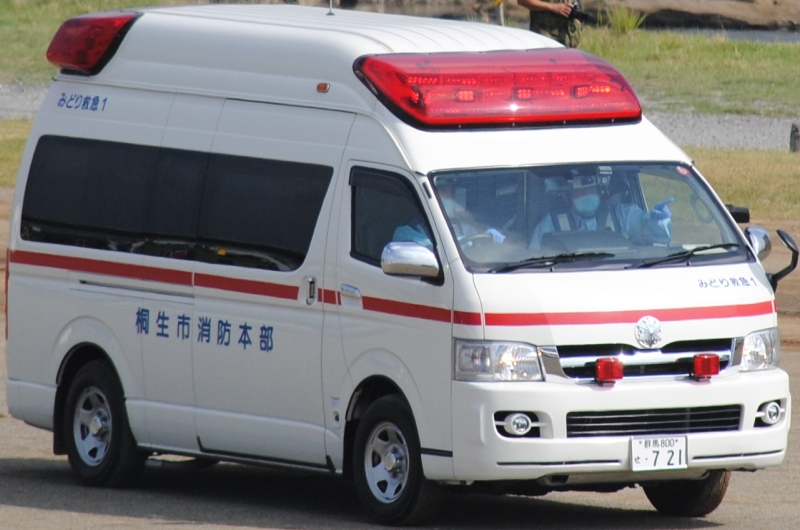
Вид спереди
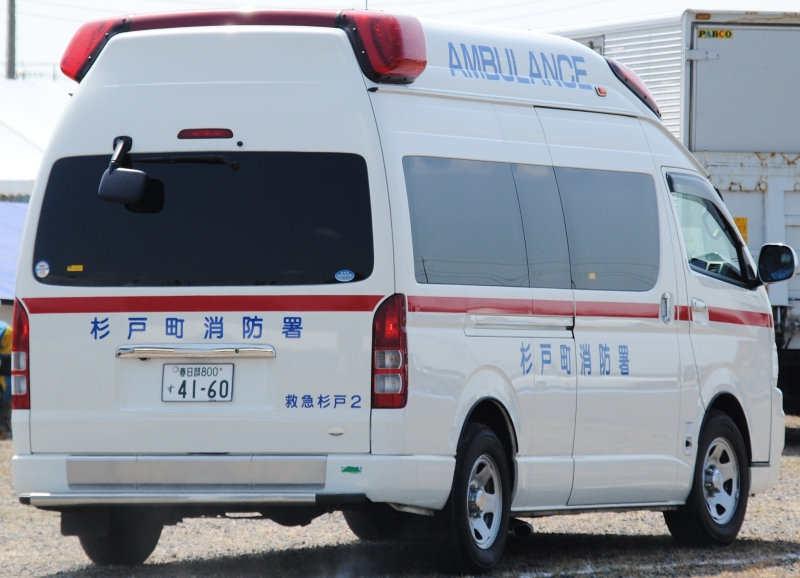
Вид сзади
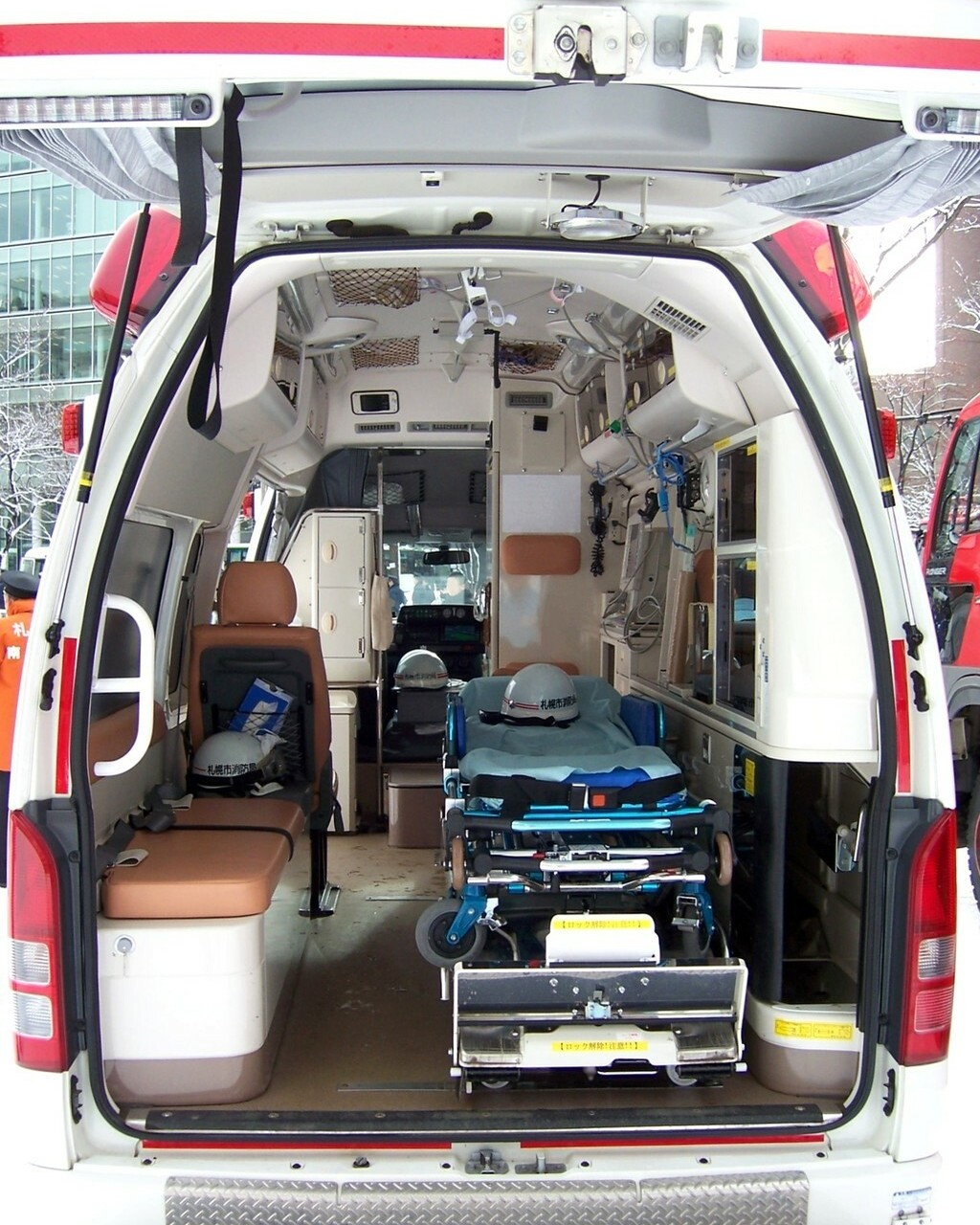
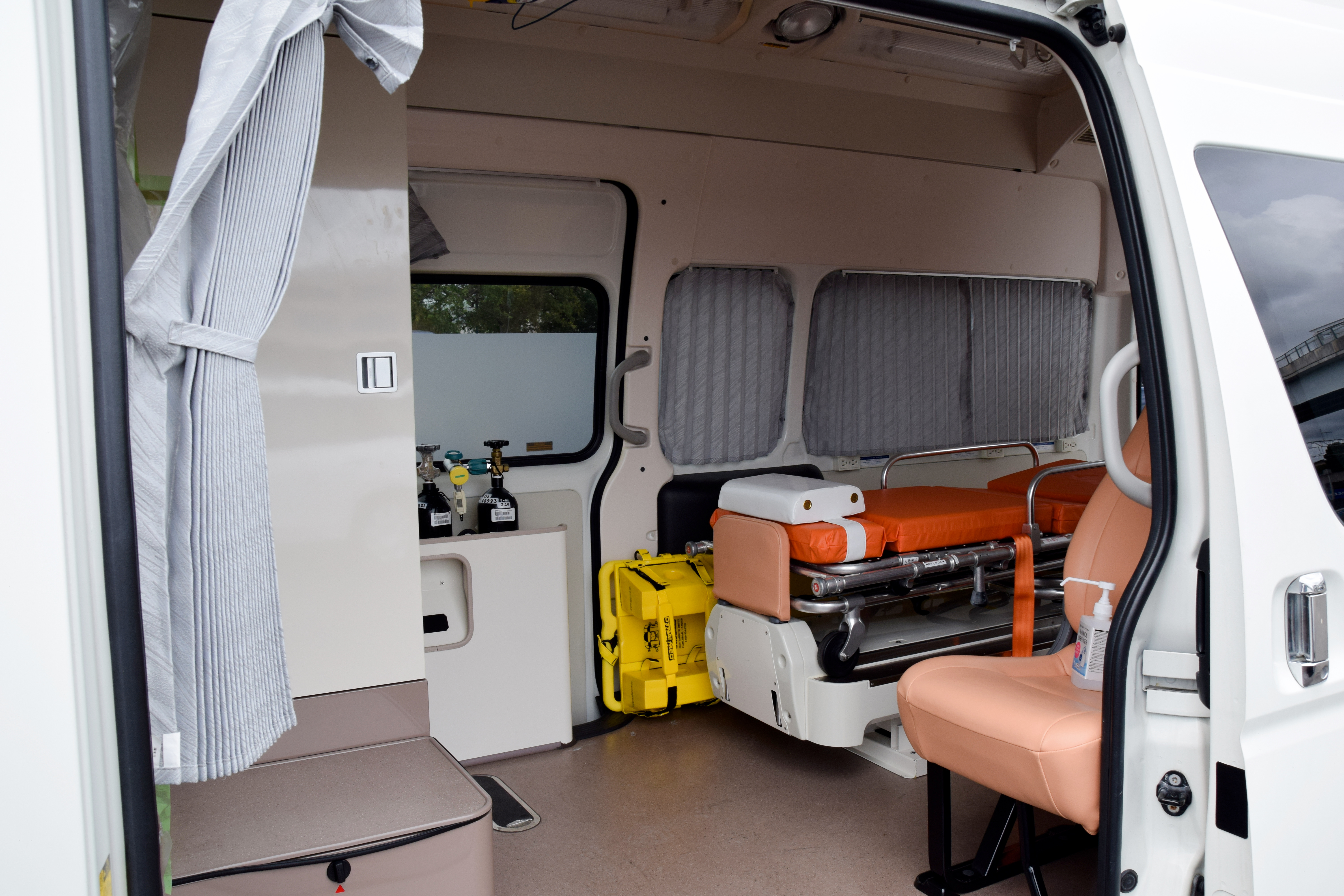
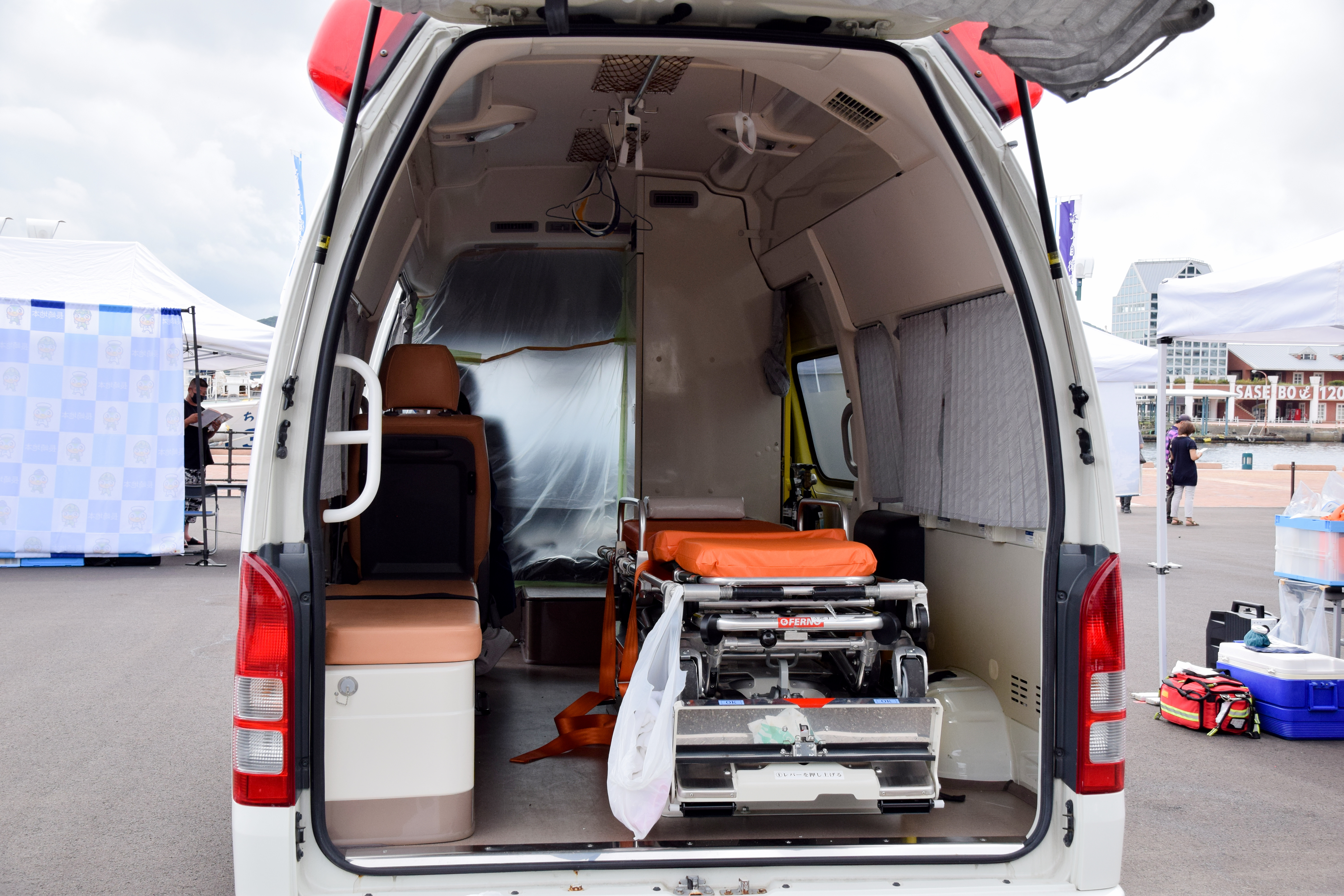